# القرينة (السبرة)

تعديل مصدري - تعديل

القرينة محلة تابعة لقرية السحية، التابعة لعزلة الابروة بمديرية السبرة إحدى مديريات محافظة إب في الجمهورية اليمنية.، بلغ تعداد سكانها 130 حسب تعداد اليمن لعام 2004.